# امانوئل وال
امانوئل وال (عبری: עמנואל ואל‎؛ زادهٔ ۱ ژانویهٔ ۱۹۳۸) آهنگساز اهل اسرائیل است.